# Sphecodes schenckii
Sphecodes schenckii är en biart som beskrevs av Hagens 1882. Den ingår i släktet blodbin och familjen vägbin. Inga underarter finns listade i Catalogue of Life.

## Beskrivning
Som andra blodbin har Sphecodes schenckii mörkt huvud och mellankropp och delvis röd bakkropp. Honan har vithårigt ansikte. Längden är 8 till 11 mm.

## Ekologi
Habitatet utgörs av varma gräsmarker och macchia.
Arten är en boparasit, som lägger sina ägg i andra bins bon, framför allt smalbiet Lasioglossum discum. I områden där denna art saknas (som Tyskland och norra Schweiz) väljer honan andra arter, troligtvis bandbiet Halictus simplex. I samband med äggläggningen dödar honan värdägget eller -larven, så hennes avkomma ostört kan leva på det insamlade matförrådet.

## Utbredning
Utbredningsområdet omfattar Central- och Sydeuropa från nordöstra Spanien över sydligaste Tyskland och södra Ukraina till europeiska Ryssland, samt Turkiet och Iran. Arten är ovanlig, troligen på grund av habitatförlust, och är rödlistad av IUCN som nära hotad ("NT").